# Rhithrogena anomala
Rhithrogena anomala is een haft uit de familie Heptageniidae. De wetenschappelijke naam van de soort is voor het eerst geldig gepubliceerd in 1928 door McDunnough.
De soort komt voor in het Nearctisch gebied.